# Лучка (приток Курджипса)
Лучка (адыг. Лӏыкъо) — река в России, протекает в республике Адыгее. Устье реки находится в 2,1 км от устья реки Курджипс по левому берегу. Длина реки — 19 км, площадь водосборного бассейна — 59,5 км².

## Данные водного реестра
По данным государственного водного реестра России относится к Кубанскому бассейновому округу, водохозяйственный участок реки — Белая. Речной бассейн реки — Кубань.
Код объекта в государственном водном реестре — 06020001112108100004724.